# Улица Сергея Берегового
Улица Сергея Берегового (укр. Вулиця Сергія Берегового) (прежние наименования улица Культуры (1931-1984) и улица Мартиросяна (1984-1922)) — улица в Соломенском районе города Киева. Пролегает от улицы Джеймса Мейса до улицы Ушинского, исторически сложившаяся местность (район) Чоколовка.
Примыкает улица Левка Мациевича, Очаковская, Керченская, Волынская.

## История
Начало улицы (до примыкания улицы Левка Мациевича) возникло на в 1920-е годы, и в 1931 году получило название улица Культуры. Остальная (большая) часть проложена и застроена в 1950-е годы. 
7 августа 1984 года улица Культуры (от Коллективизации до Ушинского) в Железнодорожном районе была переименована на улица Мартиросяна — в честь участника Киевской наступательной операции (1943), Героя Советского Союза Саркиса Согомоновича Мартиросяна, согласно Решению исполнительного комитета Киевского городского совета депутатов трудящихся № 714 «Про переименование улиц г. Киева» («Про перейменування вулиць м. Києва»).
В процессе дерусификации городских объектов, 28 октября 2022 года улица получила современное название — в честь украинского военнослужащего, уроженца Киева Сергея Георгиевича Берегового, погибшего в 2015 году на Донбассе.

## Застройка
Улица пролегает в северо-западном направлении параллельно Чоколовскому бульвару, затем делает поворот в более западном направлении и пролегает параллельного улице Авиаконструктора Антонова. Между улицами Сергея Берегового, Керченской и Очаковской расположен сквер Мартиросяна. 
Парная и непарная стороны улицы заняты многоэтажной (4-5-9-этажные дома) жилой застройкой, учреждениями обслуживания.
Учреждения:
1. дом № 23А — детсад № 373

Мемориальные доски:
1. дом № 1/8 — Саркису Согомоновичу Мартиросяну (с барельефом) — комментарий прежнего (до 2022 года) именования улицы